# Василије
Василије је српска варијанта грчког мушког имена, које потиче од грчке речи βασίλειος (basileios), што значи „царски“, „краљевски“. Скраћени облици имена су Васа, Васо, Васиљ.
Такође представља варијанту енглеског имена Basil, које означава и биљку босиљак.  

## Популарност
У Србији је у периоду од 2003. до 2005. ово име било на 37. месту по популарности. У јужној Аустралији је 2005. било међу првих седамсто имена.

## Изведена имена
Сродно име је Васа. Од ових имена изведена су имена Вајо, Василија, Васиљ, Васиљко, Васиљка, Васица, Васко, Васо и Васоје.